# Belgiens Grand Prix 2008
Belgiens Grand Prix 2008 var det trettonde av 18 lopp ingående i formel 1-VM 2008.

## Rapport
I första ledet stod Lewis Hamilton i McLaren och Felipe Massa i Ferrari. Bakom dem stod finländarna Heikki Kovalainen i McLaren och Kimi Räikkönen i Ferrari. Sedan följde Nick Heidfeld i BMW, 
Fernando Alonso i Renault, Mark Webber i Red Bull och Robert Kubica i BMW.
Hamilton tog starten medan Kovalainen gjorde en mycket dålig start. Räikkönen passerade snabbt Massa och sedan Hamilton strax före Les Combes på andra varvet. Räikkönen kontrollerade sedan racet tills det började regna i slutet av loppet. Hamilton som jagat strax bakom kom då ikapp och körde om Räikkönen efter en hård duell. Räikkönen snurrade sedan av banan, vilket gav Massa andraplatsen före Heidfeld. 
Efter loppet förklarades Massa som vinnare efter att Hamilton fått ett 25 sekunders tidstillägg för att ha genat över en chikan och kört förbi Räikkönen. Hamilton lät dock Räikkönen passera honom i början på start- och målrakan. Han körde sedan om Räikkönen i första kurvan, men bestraffades för att han ansågs ha haft fördel av den tidigare manövern. 
Istället kom nu Heidfeld tvåa medan Hamilton kom på tredje plats. Det ändrade domslutet innebar att ställningen i förarmästerskapet nu jämnades ut. McLaren överklagade domarnas beslut och FIA:s internationella domstol avgjorde ärendet den 23 september 2008 då den meddelade att överklagandet inte kunde prövas.

## Resultat
1. Felipe Massa, Ferrari, 10 poäng
2. Nick Heidfeld, BMW, 8
3. Lewis Hamilton, McLaren-Mercedes, 6
4. Fernando Alonso, Renault, 5
5. Sebastian Vettel, Toro Rosso-Ferrari, 4
6. Robert Kubica, BMW, 3
7. Sébastien Bourdais, Toro Rosso-Ferrari, 2
8. Mark Webber, Red Bull-Renault, 1
9. Timo Glock, Toyota
10. Heikki Kovalainen, McLaren-Mercedes (varv 43, transmission)
11. David Coulthard, Red Bull-Renault
12. Nico Rosberg, Williams-Toyota
13. Adrian Sutil, Force India-Ferrari
14. Kazuki Nakajima, Williams-Toyota
15. Jenson Button, Honda
16. Jarno Trulli, Toyota
17. Giancarlo Fisichella, Force India-Ferrari
18. Kimi Räikkönen, Ferrari (42, olycka)

### Förare som bröt loppet
- Rubens Barrichello, Honda (varv 19, växellåda)
- Nelsinho Piquet, Renault (13, olycka)